# Sangeeta N. Bhatia
Sangeeta N. Bhatia, M.D., Ph.D. (1968) es una ingeniera biológica estadounidense y profesora en el Instituto Tecnológico de Massachusetts (MIT) en Cambridge (Massachusetts), Estados Unidos.
En 2003, fue mencionada en la MIT Technology Review como una de los cien principales innovadores del mundo con menos de 35 años. The Scientist la incluyó como "Científico a seguir" en 2006. Se incorporó al Instituto Médico Howard Hughes en 2008.
Bhatia fue coautora del primer libro de texto sobre Ingeniería de tejidos y ha editado dos libros sobre este campo: Microdevices in Biology and Medicine y Biosensing.

## Biografía
Los padres de Bhatia emigraron de la India a Boston. Su padre era ingeniero y su madre fue una de las primeras mujeres de la India que obtuvo una MBA. Su motivación para estudiar ingeniería se remonta a cuando estudió Biología en 10.º grado y a un viaje que realizó a los 16 años con su padre a un laboratorio del MIT para ver la demostración de una máquina de ultrasonidos para tratamientos contra el cáncer.
Estudió bioenginería en la Universidad Brown, en donde se incorporó a un grupo de investigación que estudiaba sobre los órganos artificiales, lo que la reafirmó en su intención de obtener una licenciatura en dicho campo. Tras graduarse con honores en 1990, Bhatia trabajó durante un año en ICI Pharmaceuticals en Wilmington, desarrollando medicamentos. Poco satisfecha con esta tarea, decidió volver a la universidad.
Bhatia fue rechazada inicialmente en los cursos de doctorado de la División de Ciencias de Salud y Tecnología (HST) de Harvard-MIT. Sin embargo pudo inscribirse en el máster de Ingeniería Mecánica. Posteriormente fue aceptada en el programa de doctorado del HST, donde bajo la tutela de Mehmet Toner y Martin Yarmush obtendría sus doctorados en 1997 y 1999, completando su formación postdoctoral en el Hospital General de Massachusetts.
Bhatia se incorporó al profesorado de la Universidad de California en San Diego (UCSD) en 1999 y llegó al puesto de profesor asociado. Estando en UCSD, se le otorgó una Packard Fellowship, y fue nombrada "Profesora del Año" en 2001 en el Departamento de Bioengeniería de la Escuela de Ingeniería Jacobs. En 2005,  dejó UCSD y para pasar al MIT, dentro de la División de Ciencias y Tecnología de la Salud, y del Departamento de Informática e Ingeniería Eléctrica. La Escuela de Ingeniería de la Universidad Brown le entregó la medalla BEAM (Brown Ingeneering Alumni Medal) en 2011. 
Bhatia ha dirigido el Laboratorio de Tecnologías Regenerativas Multiscalares y está afiliada al Brigham and Women's Hospital y el David H. Koch Institute for Integrative Cancer Research.

## Investigaciones
Las investigaciones de Bhatia en el Laboratorio de Tecnologías Regenerativas Multiscalares se centran en las aplicaciones de la micro- y nanotecnología en la reparación y regeneración de tejidos.
Específicamente, estudia las interacciones entre hepatocitos (células hepáticas) y su microentorno, y desarrolla herramientas de microfabricación para mejorar las terapias celulares en las enfermedades del hígado (ingeniería del tejido hepático). Su objetivo es maximizar las funciones de los hepatocitos, facilitar el diseño de terapias celulares eficaces para las enfermedades hepáticas, y mejorar la comprensión de los fundamentos de la fisiología y fisiopatología del hígado. 